# Santjust
El Santjust és una muntanya de 282 metres que es troba al municipi de Sant Llorenç d'Hortons, a la comarca de l'Alt Penedès.
Al cim podem trobar-hi un vèrtex geodèsic (referència 280122001).